# Janusz Jarosławski

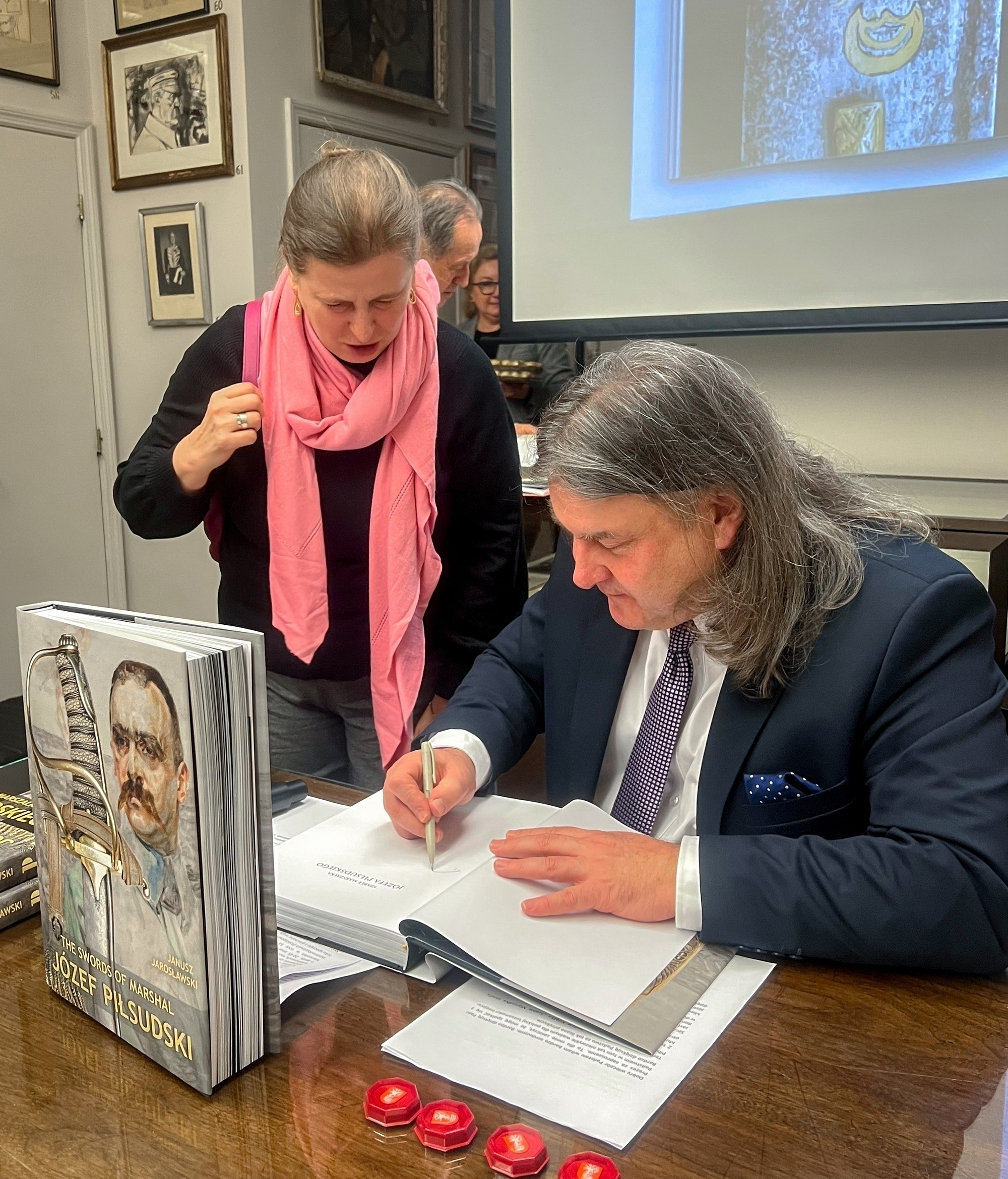
Janusz Jarosławski podpisuje książki w Instytucie Józefa Piłsudskiego w Nowym Jorku (2025)

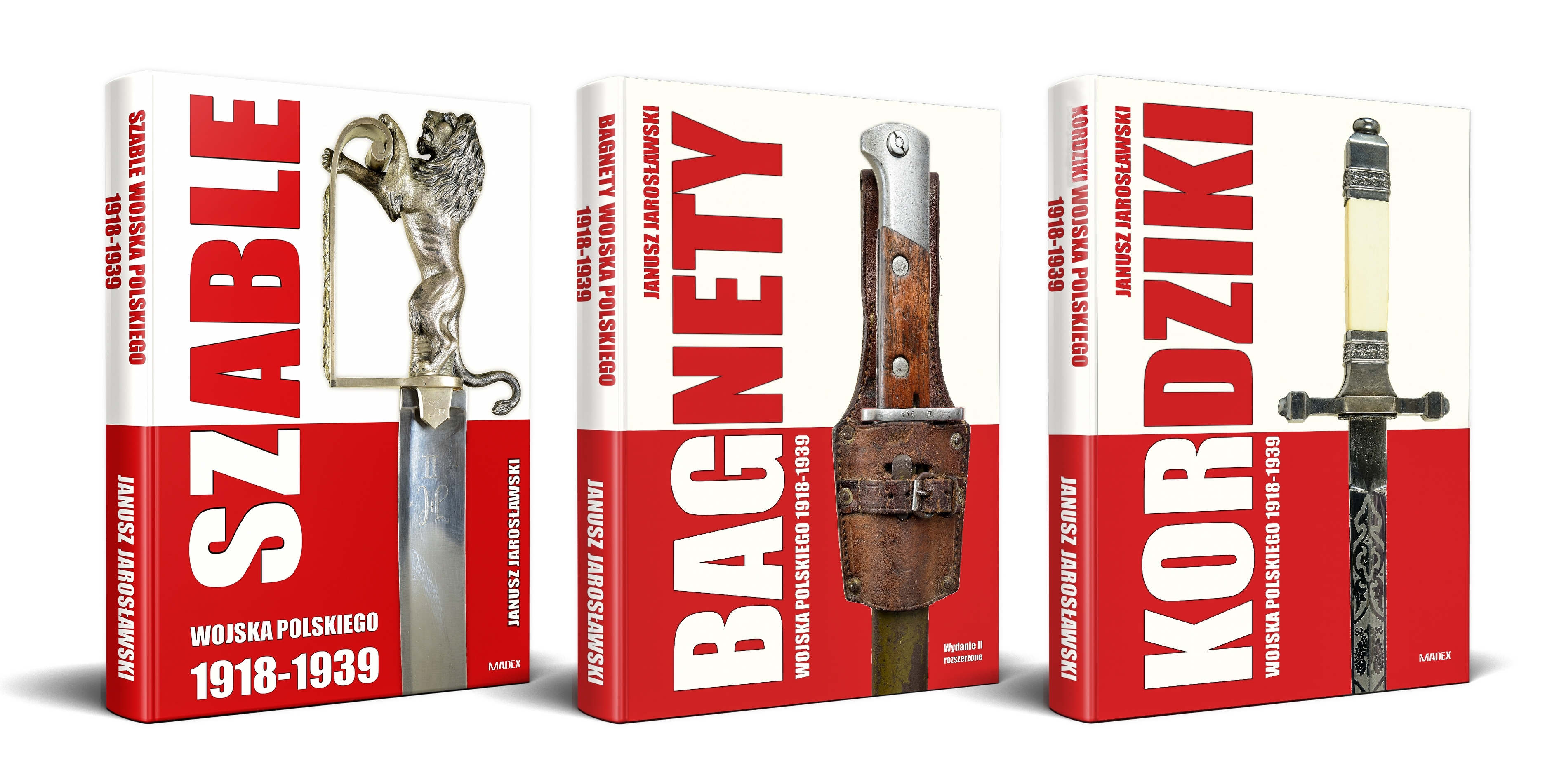
1200-stronicowa trylogia Oręż Niepodległej

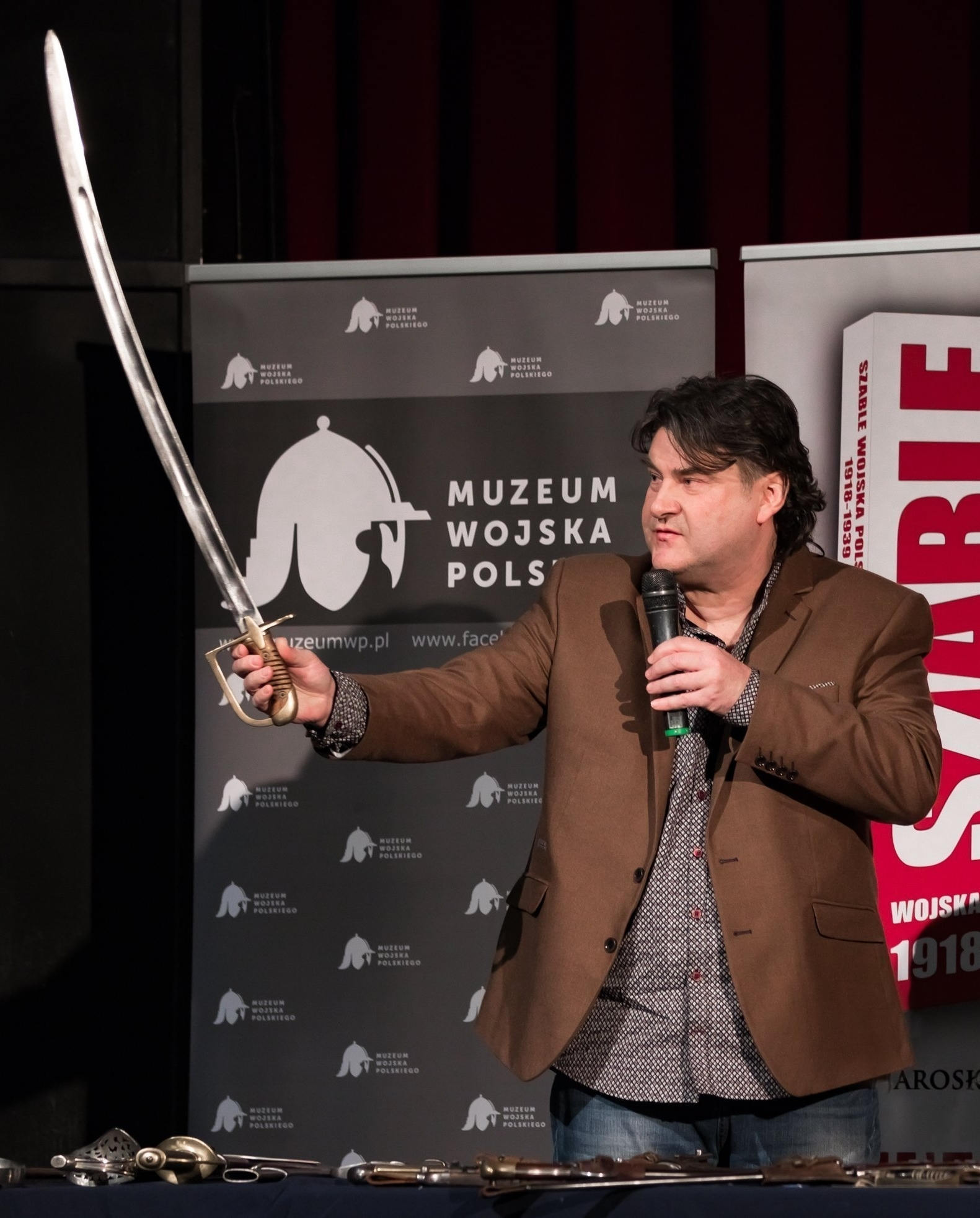
Janusz Jarosławski prezentuje szablę kawaleryjską wzór 1934 „Ludwikówkę” podczas spotkania autorskiego w Muzeum Wojska Polskiego w Warszawie (2020)

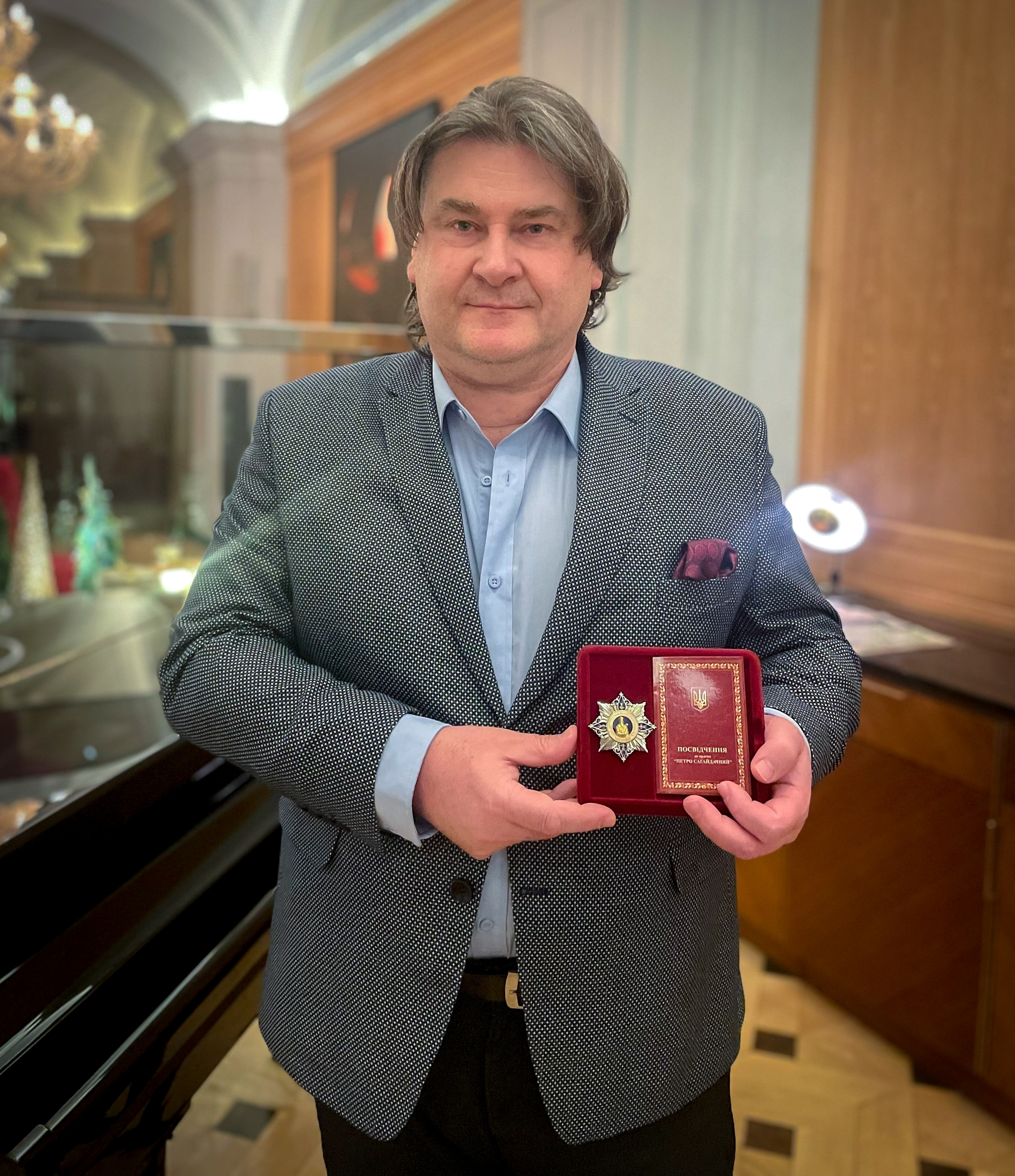
Janusz Jarosławski z Orderem Piotra Konaszewicza Sahajdacznego przyznanym za zasługi w dziedzinie krzewienia polskiej kultury i historii na Ukrainie (2022)

Janusz Jarosławski (ur. 2 października 1967 w Zwierzyńcu) – polski pisarz, publicysta, działacz społeczny, ekspert historyczny, znawca i kolekcjoner broni białej, fotograf, autor oraz współautor artykułów i książek poświęconych tematyce historycznej. W sferze jego zainteresowań znajduje się historia wojen i wojskowości, konflikt polsko-bolszewicki, a także Wojsko Polskie w okresie II RP.

## Działalność
Miłośnik dawnej broni i barwy, od wielu lat zajmujący się popularyzacją wiedzy o polskiej broni białej. Współorganizator lekcji żywej historii, wystaw i ekspozycji muzealnych, spotkań i pikników historycznych. Pomysłodawca projektu „Szable Niepodległości” – serii spotkań i wykładów o historii i tradycji szabli w okresie II Rzeczypospolitej. Przyjaciel i darczyńca Muzeum Katyńskiego w Warszawie. Autor cyklu wstaw fotografii pt. „Oręż Bohaterów Niepodległej” pokazujących oręż dowódców i ważnych postaci okresu II Rzeczypospolitej z kolekcji Muzeum Wojska Polskiego w Warszawie, a także wernisażu fotografii pt. „Sabres des Guerres Napoléoniennes”, organizowanego w zamku Chateau d’Ermenonville we Francji w ramach oficjalnych obchodów dwusetnej rocznicy śmierci Napoleona Bonaparte. Autor projektu „Katana i Karabela – historia dwóch narodów ostrzem pisana”, cyklu wykładów połączonych z prezentacją broni siecznej. Podczas debaty w Sejmie 25 stycznia 2019 r. uhonorowany Tytułem Ambasadora Kultury Polskiej. Laureat medalu IKS-AWF przyznawanego osobom i instytucjom wspierającym ideę integracji w sporcie i przez sport. Autor dwutomowej publikacji Szable Carskiej Rosji wydanej pod patronatem amerykańskiej stacji telewizyjnej History. Współautor książki Bitwa Warszawska 1920 wraz z prof. Wojciechem Zabłockim. Swoje prace wystawiał na amerykańskich uczelniach, na Uniwersytecie Princeton w New Jersey i na Uniwersytecie Północno-Zachodnim w Evanston, a także na zacumowanym przy nowojorskim brzegu rzeki Hudson lotniskowcu z okresu II wojny światowej USS Intrepid. W 2021 r. został odznaczony Brązowym Medalem „Zasłużony Kulturze Gloria Artis” w dziedzinie „ochrona dziedzictwa”. W 2022 r. został odznaczony Medalem Stulecia Odzyskanej Niepodległości.
Autor trylogii historycznej Oręż Niepodległej poświęconej historii broni siecznej Wojska Polskiego w okresie II Rzeczypospolitej. Na podstawie twórczości Janusza Jarosławskiego zostały zrealizowane spektakle: Powstanie Styczniowe (2023) w reżyserii Alicji Jachiewicz-Szmidt i Zesłańcy 1863 (2024) w reżyserii Stefana Szmidta.

## Wybrane publikacje
- Szable Marszałka Józefa Piłsudskiego, Warszawa: „Madex” 2024. ISBN 978-83-960477-2-4
- Szable powstańców styczniowych 1863-1864, Warszawa: „Madex” 2023. ISBN 978-83-960477-9-3
- Kordziki Wojska Polskiego 1918–1939, Warszawa: „Madex” 2022. ISBN 978-83-960477-1-7
- Szable carskiej Rosji t. 1-2, Warszawa: „Madex” 2020. ISBN 978-83-947139-8-0, ISBN 978-83-947139-9-7
- Bitwa Warszawska 1920: kalendarium – dowódcy – dokumenty, Warszawa: „Madex” 2020. ISBN 978-83-947139-7-3
- Szable Wojska Polskiego 1918–1939, Warszawa: „Madex” 2019. ISBN 978-83-947139-4-2[a]
- Bagnety Wojska Polskiego 1918–1939, Warszawa: „Madex” 2018. ISBN 978-83-947139-2-8[b]
- Bagnety krajów skandynawskich, Warszawa: „Madex” 2017. ISBN 978-83-947139-0-4[c]
- Szabla lekkiej kawalerii wzór 1796 i jej pochodzenie, Warszawa: „Madex” 2016. ISBN 978-83-937680-4-2[d]
- Niemieckie szable bojowe 1742–1918, Warszawa: „Madex” 2015. ISBN 978-83-937680-6-6[e]
- Niemieckie szable i pałasze paradne XVIII-XX wieku, Biłgoraj: „Madex” 2014. ISBN 978-83-937680-2-8[f]
- Szable Rosji i ZSRR, Biłgoraj: „Madex” 2013. ISBN 978-83-947139-2-8[g]

## Odznaczenia
- Brązowy Medal „Zasłużony Kulturze Gloria Artis” (2021)[17]
- Złota Odznaka Honorowa Zasłużony dla Województwa Lubelskiego (2021)[23]
- Medal Honorowy Miasta Ermenonville, Francja (2021)[24]
- Order Gwiazda Kozackiej Chwały, Ukraina (2022)[25]
- Złoty Medal Za Zasługi dla LOK (2022)[26]
- Medal Stulecia Odzyskanej Niepodległości (2022)[27]
- Medal Ignacego Paderewskiego (2022)[28]

## Wybrane wystawy indywidualne
- DECISIVE Worldwid, Warszawa (2021)[29][30]
- Muzeum Ziemi Biłgorajskiej, Biłgoraj (2021)[31][32]
- Airport Okęcie, Warszawa (2021)[33]
- Centrum Kultury Austeria, Raszyn (2021)[34]
- Zamek Château d’Ermenonville, Francja (2021)[35]
- Muzeum Regionalne, Janów Lubelski (2022)[36]
- Muzeum Historyczne w Ełku (2022)[37][38]
- Muzeum Sanktuarium Matki Bożej w Świętej Lipce (2022)[39]
- Zamek Château de Chantilly, Francja (2022)[40]
- Uniwersytet Princeton, Stany Zjednoczone (2022)[41]
- Lotniskowiec USS Intrepid, Nowy Jork, Stany Zjednoczone (2022)[42]
- Kongres Polonii Amerykańskiej, Chicago, Stany Zjednoczone (2022)[43]
- Stowarzyszenie Przyjaciół Ułanów Polskich im. gen. Tadeusza Kościuszki, Chicago, Stany Zjednoczone (2022)[43]
- Kościół Pięciu Świętych Braci Męczenników, Chicago, Stany Zjednoczone (2022)[43]
- Adler Planetarium, Chicago, Stany Zjednoczone (2022)[44]
- Northwestern University, Evanston, Stany Zjednoczone (2022)[45]
- Muzeum Polskie w Ameryce, Chicago, Stany Zjednoczone (2022)[46]
- Muzeum Ziemi Biłgorajskiej, Biłgoraj (2022)[47]
- Muzeum Fortyfikacji i Broni Arsenał w Zamościu, Zamość (2023)[48]
- Zamek w Kwidzynie oddział Muzeum Zamkowego w Malborku, Kwidzyn (2023)[49]
- Wystawa Historyczna Militaria Pro Arma, Lublin (2023)[50]
- Muzeum Ziem Wschodnich Dawnej Rzeczypospolitej, Lublin (2023)[51]
- Kongres Polonii Amerykańskiej, Chicago, Stany Zjednoczone (2023)[52]
- Muzeum Polskie w Ameryce, Chicago, Stany Zjednoczone (2023)[53]
- Copernicus Center(inne języki), Chicago, Stany Zjednoczone (2023)[54]
- Zamek Biskupów Warmińskich, Lidzbark Warmiński (2024)[55]
- Dom Służebny Polskiej Sztuce Słowa Muzyki i Obrazu, Nadrzecze (2024)[56]
- Militaria Targi Lublin, Lublin (2024)[57]
- Muzeum Józefa Piłsudskiego w Sulejówku, Sulejówek (2024)[58]
- Pałac Przebendowskich w Warszawie, Warszawa (2024)[59]
- Biłgorajskie Centrum Kultury, Biłgoraj (2024)[60]
- Times Square, Nowy Jork, Stany Zjednoczone (2025)[61]
- Instytut Józefa Piłsudskiego w Ameryce, Nowy Jork, Stany Zjednoczone (2025)[62]

## Nagrody
- Nagroda Burmistrza Miasta Biłgoraja za wybitne osiągnięcia na rzecz kultury i sztuki (2018)[63].
- Osobowość Roku 2019 – plebiscyt „Kuriera Lubelskiego” w kategorii Kultura (2020)[64].
- Osobowość Roku 2020 – plebiscyt „Kuriera Lubelskiego” w kategorii Kultura (2021)[65].
- Dyplom Uznania presidenta EMM Tony Haswani za wystawę w ramach oficjalnych obchodów 200. rocznicy śmierci Napoleona (2021)[66].
- Nagroda literacka „Łabędzie Pióro” (2021)[67].
- Laureat konkursu „Książka Historyczna Roku” Dziennika Polonijnego (USA) za trylogię Oręż Niepodległej (2021)[68].
- Dyplom Towarzystwa Kultury Polskiej im. Tadeusza Kościuszki w Łucku (2022)[69].
- Dyplom Wołyńskiej Rady Obwodowej za zasługi w popularyzowaniu polskiej kultury i historii na Ukrainie (2022)[69].
- Nagroda Burmistrza Miasta Biłgoraja za całokształt działalności publicystycznej i literackiej (2022)[70].
- Dyplom Uznania i Medal International Academic Competitions za propagowanie polskiej historii w Stanach Zjednoczonych (2022)[71].
- Tarcza Stowarzyszenia Przyjaciół Ułanów Polskich im. Tadeusza Kościuszki w Chicago (2022)[72]
- Osobowość Roku 2023 – plebiscyt „Kuriera Lubelskiego” w kategorii Kultura (2024)[73].
- Osobowość Roku 2024 – plebiscyt „Kuriera Lubelskiego” w kategorii Kultura (2025)[74].

## Działalność edukacyjna
- Autor pytań konkursowych Międzynarodowej Olimpiady Historycznej na Uniwersytecie Princeton w New Jersey (USA) dotyczących zagadnień opisanych w swojej autorskiej trylogii Oręż Niepodległej[75][16].
- W 2022 prowadził gościnne wykłady z historii Polski w szkołach polonijnych w Stanach Zjednoczonych, m.in. w Akademii Języka Polskiego dla Dzieci i Młodzieży w Niles i Polskiej Szkole im. Jana Karskiego w Palos Heights[76][28].
- W 2023 prowadził interaktywne wykłady poświęcone tematyce Powstania Styczniowego w szkołach polonijnych w Stanach Zjednoczonych, m.in. w Polskiej Szkole Św. Małgorzaty Marii w Algonquin i Polskiej Szkole im. Marii Skłodowskiej-Curie w Chicago[77].
- W 2025 prowadził wykłady oraz spotkania w Stanach Zjednoczonych poświęcone historii oręża Marszałka Józefa Piłsudskiego, m.in. w Instytucie Józefa Piłsudskiego w Nowym Jorku[78].

## Życie prywatne
Żonaty z Lucyną, mają syna i córkę.